# Fédération Internationale Féline
Fédération Internationale Féline (FIFe) är världens största internationella kattförbund. Det svenska kattförbundet SVERAK är den enda svenska medlem som tillhör FIFe.

## Historik
Vid ett möte 1949 träffades flera klubbar med olika nationaliteter i den franska för att skapa ett gemensamt förbund över nationsgränserna. Förbundet organiserade sin första utställning i samma år där det ställdes ut ca 200 katter (vilket var ett imponerande antal för tiden). 
Ett år senare den 10 december 1950, som hölls organisationens första generalförsamling, i Gent Belgien, då organisationens officiella stadgar antogs under namnet FIFe (Federation International Feline Europe). 1972 ansökte det nationella brasilianska kattorganisationen om att få ingå i FIFE varid betydelsen, organisationens namn ändrades till "Federation International Feline". 
Idag finns mer än 75.000 enskilda medlemmar anslutna till FIFes olika nationella organisationer och dess klubbar. Många kattklubbar hänvisar FIFes och dess normer. Varje år hålls mer än 700 utställningar runt om i världen. Hos de 42 medlemmarna registrerades över 100.000 stamtavlor år 2020.

## Syfte/Uppdrag
FIFes syfte/uppdrag är att främja [katten]s utveckling, med eller utan stamtavla. Organisationen definierar rasstandarder för olika kattraser samt beslutar om regler för utställningar mm. 

## Medlemmar
- Asociación Felina Argentina (1988)
- Klub der Katzenfreunde Austria (1950)
- Österreichischer Verband für die Zucht und Haltung von Edelkatzen, Austria (1979)
- Felis Belgica vzw, Belgium (1949)
- National Federation of Felinology, Bulgaria (2006)
- Federação Felina Brasileira (1972)
- Felinolog, Belarus (1994)
- Fédération Féline Helvétique, Switzerland (1949)
- China Cat Union, China (2018)
- Asociación Club Felino Colombiano, Colombia (2009)
- Český svaz chovatelů – Sdružení chovatelů koček, Czeck Republic (1968)
- 1. Deutscher Edelkatzenzüchter Verband e.V., Germany (1951)
- Landsforeningen Felis Danica, Denmark (1950)
- Eesti Kassikasvatajate Liit, Estonia (1994)
- Asociación Felina Española, Spain (1978)
- Suomen Kissaliitto r.y., Finland (1961)
- Fédération Féline Française, France (1949)
- Felis Britannica, United Kingdom (2005)
- Feline Federation of Greece, Greece (1999)
- Savez Felinoloških Društava Hrvatske, Croatia (1994)
- Felis Hungarica - Magyar Macskások Egyesülete, Hungary (2008)
- Indonesian Cat Association, Indonesia (2007)
- Kynjakettir Kattaræktarfélag Íslands, Iceland (1995)
- Associazione Nazionale Felina Italiana, Italy (1949)
- Verein der Katzenzüchter Liechtensteins, Liechtenstein (1981)
- Lithuanian Felinology Association, Lithuania (1994)
- LUX-CAT-CLUB Fédération Féline Luxembourgeoise, Luxemburg (1983)
- Cat Fanciers Clubs Association, Latvia (1995)
- Association Feline Felis 2015ova, Moldova (2015)
- Federacion Felina de 1982ico A.C., Mexico (1982)
- Kelab Kucing Malaysia, Malaysia (1985)
- Felikat, Netherlands (1949)
- Vereniging Mundikat, Netherlands (1979)
- Norske Rasekattklubbers Riksforbund, Norway (1951)
- Polska Federacja Felinologiczna - Felis Polonia, Poland (2007)
- Clube Português de Felinicultura, Portugal (1987)
- "Felis Romania", Romania (2007)
- Felis Russica, Russia (1989)
- SVERAK, Sweden (1955)
- Zveza Felinoloških Društev Slovenije, Slovenia (1981)
- Federácia Felis Slovakia, Slovakia (1993)
- Ukrainian Felinology Union (1998)

## Godkända raser
Fife har godkänt över 40 raser kattraser samt otaliga färgvarianter. 
FIFe är ganska strikta inför erkännande av nya ras. 
Raser klassificeras efter kategorier som är specifika för förbundet. 

## Kategoriindelning

### Kategori I - tävlande i färg
- Perser
- Exotic
- Helig birma
- Ragdoll
- Turkisk van

### Kategori II - tävlande i grupp
- American curl korthår
- American curl långhår
- Maine Coon
- Norsk skogkatt
- Neva masquerade
- Sibirisk katt
- Turkisk angora

### Kategori III - tung och mediumtyp
- Bengal
- Brittiskt korthår
- Burma
- Burmilla
- Chartreux
- Cymric
- Européer
- Korat
- Kurilian bobtail korthår
- Kurilian bobtail långhår
- Manx
- Egyptisk Mau
- Ocicat
- Singapura
- Sokoke
- Snowshoe

### Kategori IV - orientalisk och elegant typ, hårlösa och rexar
- Abessinier
- Balines
- Cornish rex
- Devon rex
- Don Sphynx
- German rex
- Japanska bobtail
- Oriental korthår
- Oriental långhår
- Peterbald
- Russian Blue
- Siames
- Seychellois korthår
- Seychellois korthår
- Somali
- Sphynx